# USNS

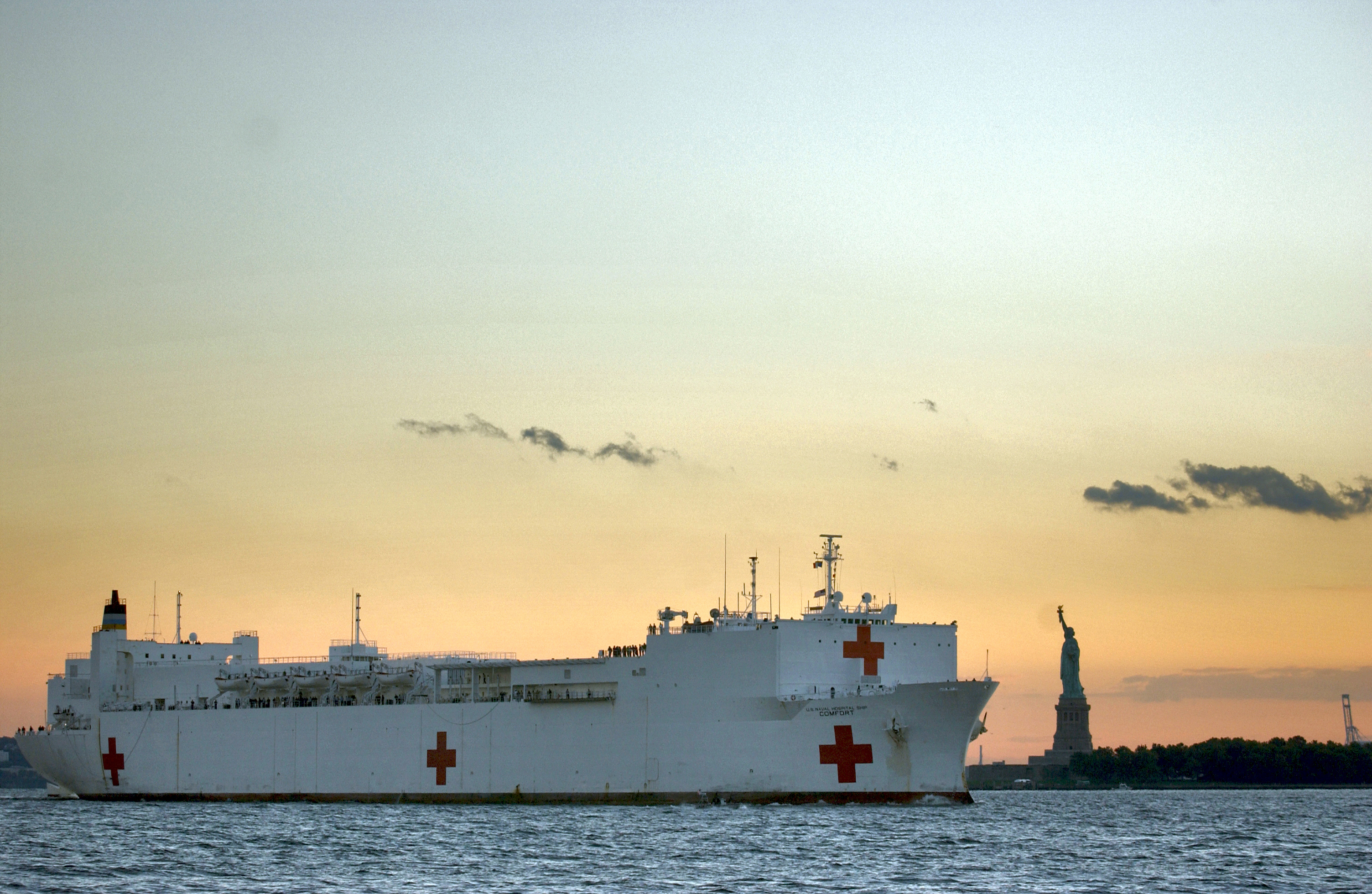
USNS Comfort (T-AH-20), госпитальное судно

USNS (англ. United States Naval Ship) — принятый в ВМС США префикс в обозначениях судов, которые не входят в активный состав флота, не несут военно-морского флага и укомплектованы гражданским персоналом.
Обозначения кораблей и судов в ВМС США состоят из 
- префикса (USNS);
- названия;
- бортового номера.

Бортовой номер судов Командования морских перевозок (КМП) начинается на Т-.
Например, универсальный транспорт снабжения USNS Arctic (T-AOE-8), переданный в КМП, в отличие от универсального транспорта снабжения USS Arctic (AOE-8), входившего в состав флота и укомплектованного военнослужащими ВМС США.
Суда, имеющие префикс USNS, обычно являются вспомогательными судами, принадлежащими ВМС США и находящимися под управлением Командования морских перевозок. Экипаж таких судов обычно состоит из гражданских служащих ВМС США (англ. civil service)
Тот же префикс получают суда, нанятые КМП по контракту, управляемые частной компанией и укомплектованные гражданским экипажем.